# Светлоречное
Светлоречное — село в Зерноградском районе Ростовской области России.
Входит в состав Россошинского сельского поселения.

## География

### Улицы
- ул. Заречная,
- ул. Мира,
- ул. Молодёжная,
- ул. Новая,
- ул. Пришкольная,
- ул. Садовая,
- ул. Специалистов,
- ул. Центральная.

## История
В 1987 г. указом ПВС РСФСР поселку центральной усадьбы совхоза «Донсвиновод» присвоено наименование Светлоречное.

## Население
| 2010 |
| ---- |
| 600  |